# SN 2006jd
SN 2006jd – supernowa typu IIn odkryta 12 października 2006 roku w galaktyce UGC 4179. W momencie odkrycia miała maksymalną jasność 17,20m.